# For the Win
For The Win è il secondo romanzo per teenager di fantascienza dell'autore Canadese Cory Doctorow. È stato pubblicato in lingua inglese nel maggio del 2010.
Il romanzo può essere scaricato gratuitamente sul sito web dell'autore con licenza Creative Commons, ed è anche disponibile in versione cartacea edito Tor Books (entrambe le versioni sono in inglese).
Il libro parla di massively multiplayer online role-playing games. Anche se il romanzo è indirizzato ai giovani, si occupa di concetti complessi come macroeconomia e diritti dei lavoratori. Copre il concetto nuovo ed in rapida evoluzione di economia virtuale. Parla anche di temi specifici dei MMORPG, come il gold farming e il power-leveling.